# Route nationale 633
Pour les articles homonymes, voir Route nationale 633 (homonymie).
La route nationale 633 ou RN 633 était une route nationale française reliant Boulogne-sur-Gesse à Ausson. À la suite de la réforme de 1972, elle a été déclassée en RD 633.
Une autre "N633" est en Belgique entre Trois-Ponts et Aywaille, le long de l'Amblève (distance: 30 km).

## Ancien tracé de Boulogne-sur-Gesse à Ausson (D 633)
- Boulogne-sur-Gesse
- Blajan
- Larroque
- Saint-Plancard
- Loudet
- Ponlat-Taillebourg
- Ausson